# Crowfoot (circonscription fédérale)
Pour le chef siksika, voir Crowfoot.
Crowfoot était une circonscription électorale fédérale canadienne dans la province de l'Alberta. Elle longeait la frontière saskatchewannaise, à l'est des villes de Calgary et de Red Deer, et comprenait notamment les villes de Drumheller et Camrose.
Sa population était de 104 059 dont 80 980 électeurs sur une superficie de 43 759 km2. Les circonscriptions limitrophes étaient Medicine Hat, Macleod, Calgary-Sud-Est, Calgary-Est, Calgary-Nord-Est, Wild Rose, Red Deer, Wetaskiwin, Vegreville—Wainwright, Battlefords—Lloydminster et Cypress Hills—Grasslands.

## Résultats électoraux
|       | Candidat            | Parti        | # de voix | % des voix |
|       | (x) Kevin Sorenson  | Conservateur | +44 115,  | 83,99 %    |
|       | Omar Harb           | Libéral      | +01 224,  | 2,33 %     |
|       | Ellen Parker        | NPD          | +04 805,  | 9,15 %     |
|       | Konrad Schellenberg | Vert         | +01 711,  | 3,26 %     |
|       | Gerard Groenedijk   | Héritage     | +00204,   | 0,39 %     |
|       | John C. Turner      | Indépendant  | +00463,   | 0,88 %     |
| Total | Total               | Total        | 52 522    | 100 %      |

|       | Candidat           | Parti        | # de voix | % des voix |
|       | (x) Kevin Sorenson | Conservateur | +39 396,  | 82,04 %    |
|       | Sharon Howe        | Libéral      | +01 962,  | 4,09 %     |
|       | Ellen Parker       | NPD          | +03 796,  | 7,9 %      |
|       | Kaitlin Kettenback | Vert         | +02 869,  | 5,97 %     |
| Total | Total              | Total        | 48 023    | 100 %      |

## Historique
La circonscription de Crowfoot a été créée en 1966 avec des parties d'Acadia, Bow River et Macleod. Abolie lors du redécoupage de 2012, elle fut redistribuée parmi Battle River—Crowfoot, Bow River, Red Deer—Mountain View, Calgary Shepard et Calgary Forest Lawn.
1. 1968-1979 — Jack Horner, PC
2. 1979-1993 — Arnold Malone, PC
3. 1993-2000 — Jack Ramsay, PR
4. 2000-2015 — Kevin Sorenson, AC (2000-2003) & PCC (2003-.......)

- AC = Alliance canadienne
- PC = Parti progressiste-conservateur
- PCC = Parti conservateur du Canada
- PR = Parti réformiste du Canada

1. ↑  Élections Canada.